# Pogonomelomys mayeri
Pogonomelomys mayeri — гризун родини Muridae, ендемік Нової Гвінеї (Індонезія, Папуа Нова Гвінея).

## Морфологічна характеристика
Гризун середнього розміру, довжина голови й тулуба від 134 до 152 мм, довжина хвоста від 153 до 205,8 мм, довжина лапи від 21,5 до 30 мм, довжина вух від 9 до 15,6 мм і вагою до 144 грамів. Шерсть м'яка. Верх червонувато-бурий, вкритий довгими чорнуватими волосками, а черевна частина біла. Хвіст довший за голову й тулуб, чіпкий вздовж кінцевої спинної частини і має 11 кілець лусочок на сантиметр.

## Поведінка
Це деревний вид. Він ховається в дуплах дерев.